# William Binnie

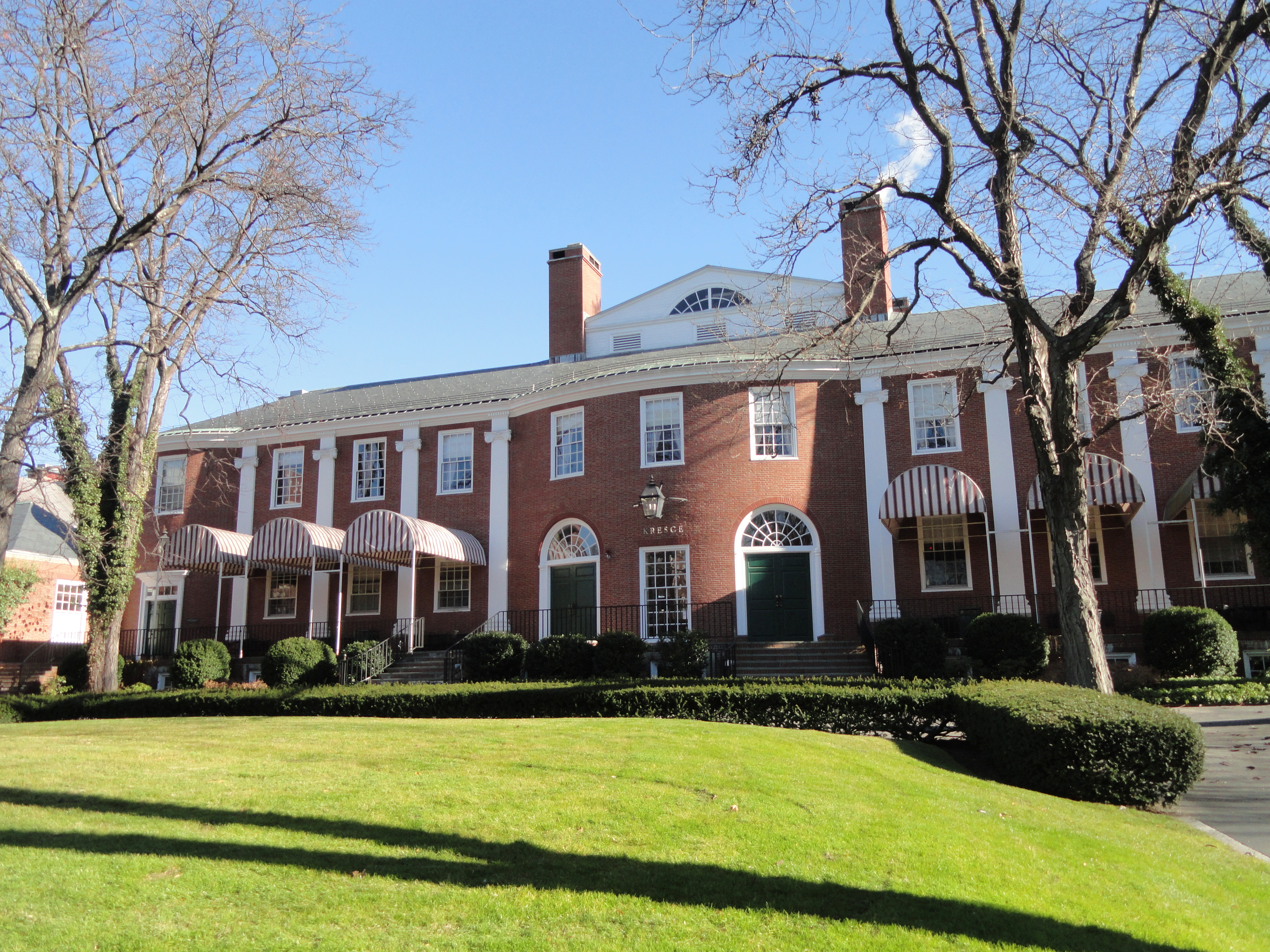
An der Harvard Business School, hier das Kresge Gebäude, machte William Binnie seine Ausbildung

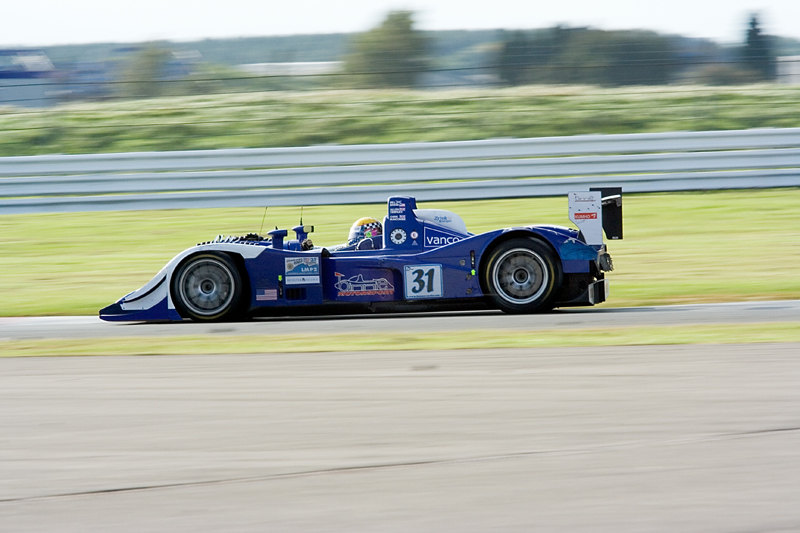
Der Lola B05/40 von Allen Timpany, Chris Buncombe und William Binnie beim 1000-km-Rennen von Silverstone 2007

William Harrison „Bill“ Binnie (* 2. Februar 1958 in Glasgow) ist ein US-amerikanischer Unternehmer, Politiker sowie ehemaliger Autorennfahrer und Rennstallbesitzer schottischer Abstammung.

## Ausbildung und Beruf
William Binnie wurde in Glasgow geboren, kam jedoch im Alter von fünf Jahren mit seinen Eltern in die Vereinigten Staaten und erhielt bald danach die US-amerikanische Staatsbürgerschaft. Nach dem Studium an der Harvard University besuchte er die Harvard Business School und nahm nach der Ausbildungszeit eine Beratertätigkeit bei McKinsey & Company an. 
Binnie machte sich schnell einen Namen als Experte für den Kauf und Verkauf von Unternehmen im Auftrag von Investoren. Innerhalb kurzer Zeit erwarb er sechs Haushalts- und Gebrauchswaren herstellende Kunststoff-Produzenten. Dazu gehörte Polytech aus Minneapolis und American Western aus Sioux Falls. Aus den sechs Unternehmen formte er die Aktiengesellschaft Carlisle Plastics, deren Vorstandsvorsitzender er von 1985 bis 1994 war. 1996 hielt er 62,5 % der Anteile und damit die Aktienmehrheit am Unternehmen. Ende des Jahres verkaufte er die Anteile an Tyco International. 
In den frühen 1990er-Jahren war er der jüngste Vorstandsvorsitzende in der Geschichte der New York Stock Exchange und investierte sein Vermögen in den folgenden Jahren in Massenmedien.

## Politik
William Binnie strebte für die Senatswahl 2010 im Bundesstaat New Hampshire eine Kandidatur für die Republikanische Partei an. Er scheiterte aber mit seiner Kampagne und wurde hinter Kelly Ayotte und Ovide Lamontagne bei der Vorwahl nur Dritter. 

## Rennfahrer und Teamchef
William Binnie hatte immer eine Leidenschaft für den Motorsport und Rennfahrzeuge, die er zum Teil selbst wartete. In den späten 1990er-Jahren ging er vor allem bei historischen Autorennen an den Start. Er fuhr 1999 einen Jaguar D-Type beim historischen Festival in Monterey und einen Maserati 300S beim Rennen im Rahmenprogramm der 24 Stunden von Le Mans 2002.
2004 begann er mit dem professionellen Sport und gründete 2005 mit Binnie Motorsports ein eigenes Rennteam. Der vermögende Binnie finanzierte in den folgenden Jahren die Einsätze der LMP2-Fahrzeuge. Sein Debüt beim Rennen in Le Mans gab er 2004 mit einem Klassensieg in der LMP2-Klasse, den er 2007 wiederholen konnte. Er fuhr in der American- und European Le Mans Series und erreichte 2006 sechste Gesamtränge beim 1000-km-Rennen von Spa-Francorchamps und dem 1000-km-Rennen auf dem Nürburgring. Seinen letzten Renneinsatz hatte er beim 12-Stunden-Rennen von Sebring 2012, wo er den 49. Endrang belegte.

## Statistik

### Le-Mans-Ergebnisse
| Jahr | Team               | Fahrzeug    | Teamkollege     | Teamkollege     | Platzierung             | Ausfallgrund |
| ---- | ------------------ | ----------- | --------------- | --------------- | ----------------------- | ------------ |
| 2004 | Intersport Racing  | Lola B2K/40 | Rick Sutherland | Clint Field     | Rang 25 und Klassensieg |              |
| 2005 | Rachel Welter      | WR LMP04    | Yōjirō Terada   | Patrice Roussel | nicht klassiert         | Feuer        |
| 2006 | Binnie Motorsports | Lola B05/42 | Yōjirō Terada   | Allen Timpany   | Rang 13                 |              |
| 2007 | Binnie Motorsport  | Lola B05/42 | Chris Buncombe  | Allen Timpany   | Rang 18 und Klassensieg |              |

### Sebring-Ergebnisse
| Jahr | Team               | Fahrzeug            | Teamkollege    | Teamkollege     | Platzierung | Ausfallgrund            |
| ---- | ------------------ | ------------------- | -------------- | --------------- | ----------- | ----------------------- |
| 2004 | Intersport Racing  | Lola B2K/40         | Clint Field    | Rick Sutherland | Rang 25     |                         |
| 2005 | Binnie Motorsports | Lola B05/42         | Robert Julien  | Adam Sharpe     | Ausfall     | aus dem Rennen genommen |
| 2006 | Binnie Motorsports | Lola B05/40         | Allen Timpany  | Rick Sutherland | Rang 11     |                         |
| 2012 | JWA-Avila          | Porsche 997 GT3 RSR | Joël Camathias | Markus Palttala | Rang 49     |                         |